# 비상국민회의
비상국민회의(非常國民會議)는 1946년 2월 1일 대한민국 임시정부를 중심으로 한 자주적 과도정부를 수립하기 위해 결성된 단체이다. 비상국민회의는 최고정무위원회와 상임위원회로 구성되었는데, 이 중 최고정무위원회가 1946년 2월 14일 남조선대한국민대표민주의원(약칭 민주의원)으로 개편되었다. 1947년 2월 17일 민족통일총본부·대한독립촉성국민회·비상국민회의를 통합하고 국민의회로 개칭하였다.

## 역사
대한민국 임시정부는 1945년 7월 26일 포츠담 선언이 발표되자 조선이 즉각적인 자주독립이 이루어질 수 있도록 해당 선언을 개정하도록 연합국 측에 요구하였다. 이후 1945년 12월 28일 모스크바 삼국 외상 회의(3상회의) 결과 미소공동위원회를 통해 미·소·영·중 4개국에 의한 5년간의 신탁통치를 협의하게 되고, 1946년 1월 16일 미소공동위원회(미소공위) 예비회담이 개최되자 각 정당과 사회단체는 서둘러 반탁진영과 찬탁진영을 구축하기 시작했다. 이 때 임시정부 측은 즉각적인 자주독립을 원했기 때문에 전국적으로 신탁 통치 반대 운동을 펼쳤다. 한편으론 임정을 중심으로 한 자주적 과도정부를 수립하기 위해 개별 또는 몇몇 정당들과 합작하려 하였으나 만족할 만한 결과를 얻지 못하였고, 그래서 그 다음 단계로 비상정치회의주비회를 개최하여 전국의 정당과 사회단체를 소집하였다.
1946년 1월 20일 오전 9시 시내 죽첨정 요인숙소에서 제1차 비상정치회의주비회를 개최하였다.
1946년 1월 21일 비상정치회의주비회는 독립촉성중앙협의회를 합류시켜 비상국민회의주비회로 개칭하고 이승만·김구를 공동회장으로 추대하였다.
1946년 1월 23일 임시정부 측 혁신계인 조선민족혁명당의 김약산·성주식, 조선민족해방동맹의 김성숙 등 3명은 '임시정부가 중립을 지키지 않고 반탁에 가담해 우익 편향화하고 있다'면서 비상국민회의주비회 탈퇴성명을 하였으며, 임시정부의 장건상도 임시정부와의 결별을 고하였다. 또한 공산진영 산하단체도 모두 참가를 거부해왔으므로 비상국민회의주비회는 우익진영만의 집결체가 되었다.
1946년 1월 30일 안재홍, 조소앙, 조완구, 김성수, 유동열, 김병로, 백관수, 김관식, 이운, 유림, 이학송, 엄항섭, 조경한으로 비상국민회의 상임위원회가 구성되었다.
1946년 2월 1일 한국 가톨릭교회의 상징인 명동성당에서 비상국민회의를 결성하였다.
1946년 2월 13일 비상국민회의로부터 최고정무위원 선임권을 위임 받은 이승만·김구는 다음의 28인으로 비상국민회의 최고정무위원회를 구성하였다. 대한민국 임시정부 측의 이승만·김구·김규식·조소앙·조완구·김붕준, 신한민족당의 권동진·김여식(金麗植)·최익환(崔益煥), 한국민주당의 원세훈·백남훈·김도연·백관수·김준연, 국민당의 안재홍·박용희(朴容羲)·이의식(李義植), 조선인민당의 여운형·백상규(白象圭)·황진남(黃鎭南), 개신교의 함태영, 천주교의 장면, 불교의 김법린, 유교의 김창숙·정인보, 천도교의 오세창, 여성계의 황현숙(黃賢淑)·김선(金善)
비상국민회의는 이상과 같이 최고정무위원회와 상임위원회로 구성되었는데, 이 중 비상국민회의 최고정무위원회가 1946년 2월 14일 과도정부 수립을 위한 미군정의 자문기관인 남조선대한국민대표민주의원(민주의원)으로 개편되었다. 이승만이 의장에, 김구·김규식이 부의장에 추대되었다. 이러한 개편에 따라 비상국민회의 상임위원회는 유명무실해졌다.
한편 민주의원이 결성된 이날 조선인민당의 여운형, 개신교의 함태영, 유교의 김창숙·정인보, 조소앙은 결석하였다. 또한 이날 조선인민당은 민주의원 탈퇴성명을 발표하였다. '임시정부의 우익 편향화'를 운운하며 비상국민회의를 탈퇴했던 세력들은 고스란히 신탁통치 찬성 진영이자, 민주의원의 반대진영이자, 좌익진영인 민주주의민족전선에 참여하였다.
약 1년 후인 1947년 2월 17일 비상국민회의 제2차 전국대의원대회에서 민족통일총본부·대한독립촉성국민회·비상국민회의를 통합하고 국민의회로 개칭하였다. 단, 대한독립촉성국민회는 해체하지 않고 독자 활동을 계속하였다.

## 같이 보기
- 대한민국 임시정부
- 독립촉성중앙협의회
- 대한독립촉성국민회
- 이승만
- 김구
- 김규식
- 새정치국민회의